# Petit menhir du Champ de la Garde

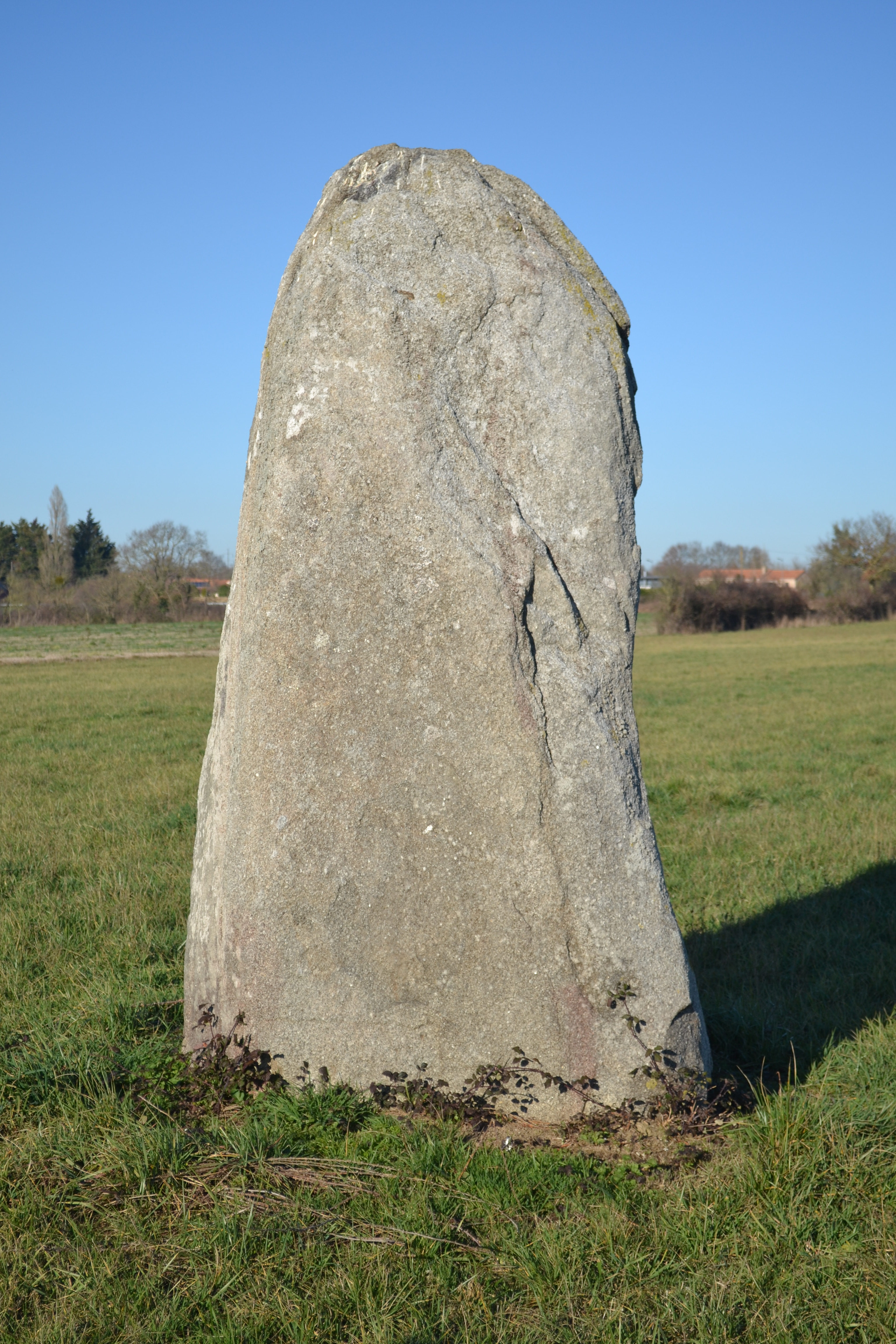
Ansicht

Der Petit menhir du Champ de la Garde (auch als Pierre à huile bezeichnet) ist ein Menhir in Cholet im Département Maine-et-Loire in Frankreich.

## Beschreibung
Der Menhir ist etwa 3,0 m hoch. Seine Form ist prismatisch. Die größte Fläche ist im Grundriss 1,7 m lang und nach Südosten gerichtet. Der Kopf des Menhirs ist abgerundet. Es handelt sich um eine Platte „aus grauem Granit mit schwarzem Glimmer und großen Orthoklas-Kristallen örtlichen Ursprungs“. Nach alten Zeichnungen gab es etwa 1,0 m östlich des Menhirs „einen kubischen Block von 1,0 m Höhe, dessen obere Fläche leicht ausgehöhlt war“.
Der Name Pierre à huile (deutsch Ölstein) könnte auf alte Opferrituale zurückzuführen oder eine scherzhafte Ableitung vom Namen des Grand Menhir de la Garde sein, der auch als Pierre à vinaigre (deutsch Essigstein) bezeichnet wird und sich vor seiner Verlegung etwa 300 m im Nordosten befand.
Der Menhir steht seit 1976 als Monument historique unter Denkmalschutz.